# Brama Orawska
Brama Orawska (słow. sedlo Tichá) – położona na wysokości 950 m szeroka przełęcz oddzielająca Orawicko-Witowskie Wierchy (Przysłop Witowski 1164 m) od Tatr Zachodnich (Siwiańskie Turnie 1065 m). Najniższy punkt znajduje się w lesie, ok. 100 m na północ od polany Molkówka i ok. 300 m na wschód od granicy polsko-słowackiej (po polskiej stronie). Przez Bramę Orawską przebiega też Wielki Europejski Dział Wodny pomiędzy zlewniami Morza Czarnego i Bałtyku. Cieki spływające na zachód, do Doliny Cichej Orawskiej znajdują się w zlewni Morza Czarnego, potoki spływające na wschód, do Kotliny Kościeliskiej są w zlewni Bałtyku. Dolina Cicha i Kotlina Kościeliska wchodzą w skład Rowu Podtatrzańskiego, Brama Orawska i biegnący nią dział wodny oddzielają je od siebie.
Obszar Bramy Orawskiej i polany Molkówka to jedno z niewielu w Polsce miejsc, gdzie ze źródeł znajdujących się po polskiej stronie wody spływają na Słowację. Granica państwowa nie pokrywa się tutaj z działem wodnym, co skutkuje również tym, że górny skrawek Doliny Cichej znajduje się na obszarze Polski, podczas gdy niemal cała ta dolina znajduje się na Słowacji.
Brama Orawska znajduje się poza obszarem Tatrzańskiego Parku Narodowego. Nie prowadzą do niej znakowane szlaki turystyczne, można tutaj jednak dojść drogami gruntowymi z Witowa. Dawniej polscy turyści z Zakopanego przez polanę Molkówka i dobrą drogą prowadzącą dnem Doliny Cichej wędrowali do Orawic i na Osobitą, zarówno pieszo, jak i furmankami. Po II wojnie światowej granica państwowa uniemożliwiła to.

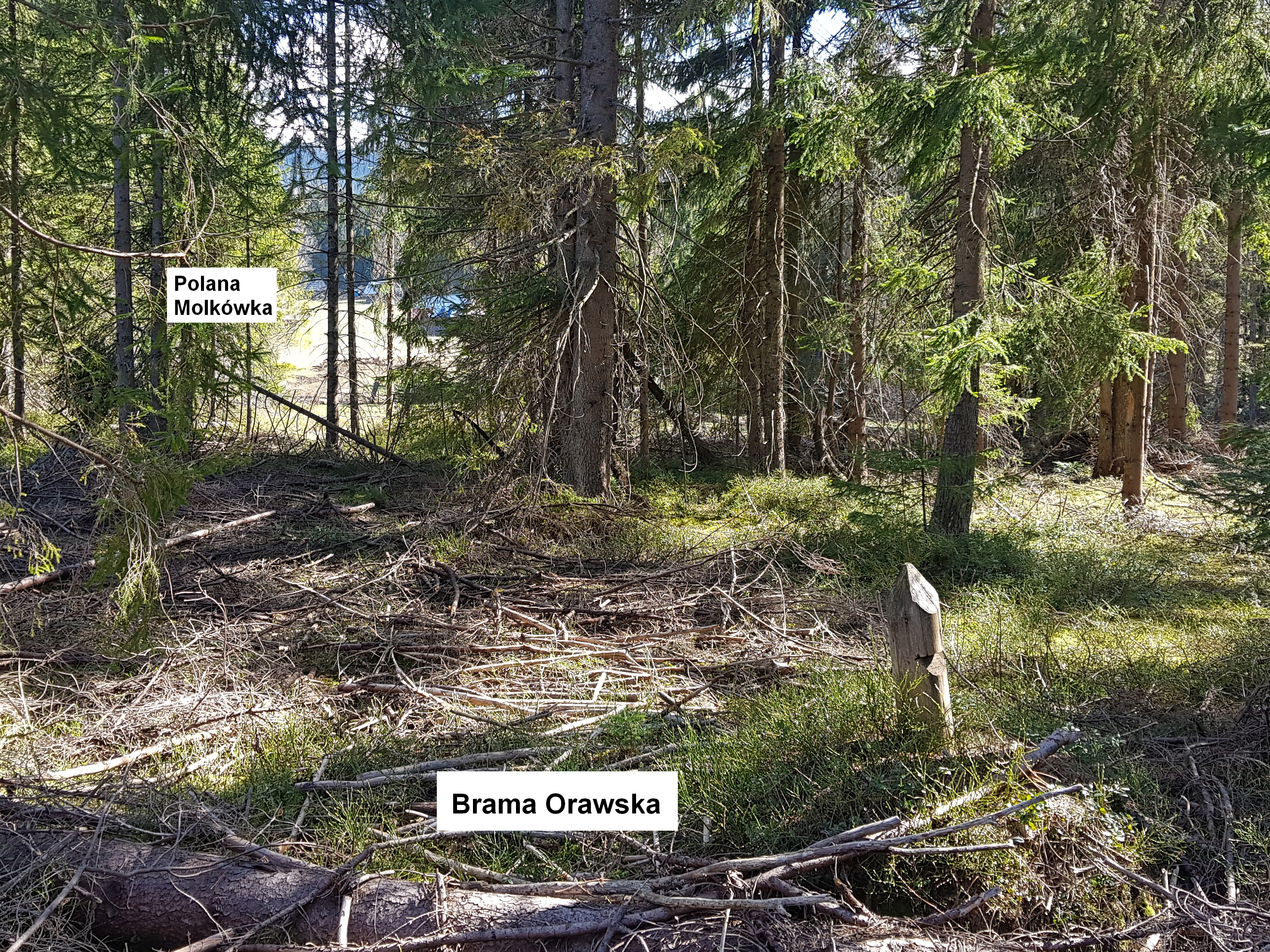
Brama Orawska. W tle Polana Molkówka